# Grąbczyński Młyn
Grąbczyński Młyn [pronunciación en polaco: /ɡrɔmpˈt͡ʂɨɲski ˈmwɨn/] es un asentamiento ubicadp en el distrito administrativo de Gmina Szczecinek, dentro del condado de Szczecinek, Voivodato de Pomerania Occidental, en el noroeste de Polonia.